# اس‌ام‌اس بیسمارک (۱۸۷۷)
اس‌ام‌اس بیسمارک (۱۸۷۷) (به انگلیسی: SMS Bismarck (1877)) یک کشتی بود که طول آن ۸۲٫۵ متر (۲۷۰ فوت ۸ اینچ) بود. این کشتی در سال ۱۸۷۷ ساخته شد.